# اورنلا موتی
اورنلا موتی (ایتالیایی: Ornella Muti؛ زاده ۹ مارس ۱۹۵۵) بازیگر اهل ایتالیا است. وی فعالیت در دنیای سینما را از دهه هفتاد میلادی آغاز کرد و تا کنون در فیلم‌های متعددی با هنرپیشه‌های سرشناسی از جمله ژرار دوپاردیو و سیلوستر استالونه همبازی شده‌است.

## گزیدهٔ نقش‌آفرینی‌ها
- تقدیم به رم با عشق (۲۰۱۲)
- قلب فریبکار (۲۰۰۴)
- هتل (۲۰۰۱)
- فردا (۲۰۰۱)
- تیرا دل فوئگو (۲۰۰۰)
- اِستر (۱۹۹۹)
- کنت مونت کریستو (۱۹۹۸)
- یک خواهشی ازتون دارم (۱۹۹۶)
- روزی جرم (۱۹۹۲)
- مخصوصاً یکشنبه (۱۹۹۱)
- اسکار (۱۹۹۱)
- امشب در منزل آلیس (۱۹۹۰)
- فصلی از زندگی بزرگان (۱۹۹۰)
- سفر کاپیتان فراکاسا (۱۹۹۵)
- ای پادشاه (۱۹۸۹)
- تا بهار صبر کن (۱۹۸۹)
- وقایع‌نگاری یک مرگ ازپیش‌اعلام‌شده (۱۹۸۷)
- کازانووا (۱۹۸۷)
- فروشگاه بزرگ (۱۹۸۶)
- سوان عاشق (۱۹۸۴)
- عشق و پول (۱۹۸۲)
- داستان‌های جنون معمولی (۱۹۸۱)
- رام کردن زن سرکش (۱۹۸۰)
- فلش گوردون (۱۹۸۰)
- زندگی زیباست (۱۹۷۹)
- مرگ یک مرد فاسد (۱۹۷۷)
- مرد هوسران (۱۹۷۴)
- آپاسیوناتا (۱۹۷۴)
- فیورینا، گاو ماده (۱۹۷۲)

## زندگی شخصی
در سال ۲۰۱۰ او در کنسرتی که ولادیمیر پوتین ضمن نشان دادن علاقه‌اش به موسیقی برای ستاره‌های سینما، که تا پاسی از شب به طول انجامید. شرکت کرد.